# Нагорное (Озёрский городской округ)
Нагорное (до 1938 — Альт-Рагайшен (нем. Alt Ragaischen), до 1947 — Конрадсхоф (нем. Konradshof)) — посёлок в Озёрском муниципальном округе Калининградской области.

## География
Находится в южной части Калининградской области, в зоне хвойно-широколиственных лесов, в пределах Виштынецкой возвышенности, на расстоянии примерно 8 километров (по прямой) к северо-западу от города Озёрска, административного центра района. Абсолютная высота — 123 метра над уровнем моря.

### Климат
Климат характеризуется как переходный от морского к умеренно континентальному. Среднегодовая температура воздуха — 7,7 °C. Средняя температура воздуха самого холодного месяца (января) — −2,9 °C (абсолютный минимум — −35 °C); самого тёплого месяца (июля) — 18,7 °C (абсолютный максимум — 36 °C). Годовое количество атмосферных осадков — 775 мм, из которых большая часть выпадает в тёплый период.

### Часовой пояс
Посёлок Нагорное как и вся Калининградская область, находится в часовой зоне МСК−1. Смещение применяемого времени относительно UTC составляет +2:00.

## История
До 1938 года носил название Альт-Рагайшен. В период с 1938 по 1947 годы назывался Конрадсхоф. В 1988 году к посёлку была отнесена оставшаяся часть упразднённого посёлка Рогачёвка (до 1947 года —  Гросс Рагауен).
В период с 2008 по 2014 годы Нагорное входило в состав Новостроевского сельского поселения Озёрского района, с 2014 по 2022 годы — в состав Озёрского городского округа.

## Население
| 1818 | 1863 | 1907 | 2002 | 2010 |
| ---- | ---- | ---- | ---- | ---- |
| 70   | ↗145 | ↗201 | ↘9   | ↘0   |

### Национальный состав
Согласно результатам переписи 2002 года, в национальной структуре населения русские составляли 100 %.